# Patrick Wessely
Patrick Wessely (* 27. März 1994 in Wien) ist ein österreichischer Fußballspieler. Er spielt vorwiegend als linker Außenverteidiger, kommt aber fallweise auch als linker Mittelfeldspieler zum Einsatz.

## Karriere

### Verein
Wessely begann seine Karriere beim SV Langenzersdorf. 2004 wechselte er zum FAC Team für Wien, wo er bis 2008 spielte. Im Jahr 2008 ging er in die Jugendakademie des FC Admira Wacker Mödling. 2011 wurde er in den Kader der zweiten Mannschaft unter Trainer Oliver Lederer für die Regionalliga Ost berufen. Sein Debüt für die Profis des FC Admira Wacker Mödling gab er am 3. August 2013 in Grödig unter Trainer Toni Polster.
Nach der Saison 2016/17 verließ er die Admira.
Im Oktober 2017 wechselte er nach Bulgarien zu Septemwri Sofia, wo er einen bis Juni 2019 gültigen Vertrag erhielt. Im Dezember 2017 verließ er die Bulgaren aber wieder. Daraufhin kehrte er im Jänner 2018 nach Österreich zurück, wo er sich dem Bundesligisten SKN St. Pölten anschloss, bei dem er einen bis Juni 2018 laufenden Vertrag erhielt. Nach der Saison 2017/18 verließ er St. Pölten.
Nach mehreren Monaten ohne Verein wechselte er im April 2019 nach Belarus zum FK Njoman Hrodna, bei dem er einen bis Dezember 2019 laufenden Vertrag erhielt. Im Juli 2019 löste er seinen Vertrag bei Njoman Hrodna auf. Nach über einem Jahr ohne Verein wechselte Wessely zur Saison 2020/21 nach Zypern zum Zweitligisten PO Xylotymbou. Für Xylotymbou kam er zu 30 Zweitligaeinsätzen. Nach der Saison 2020/21 verließ er den Verein wieder.
Nach einem Jahr ohne Klub kehrte Wessely zur Saison 2022/23 nach Österreich zurück und wechselte zum Regionalligisten SV Stripfing. Für Stripfing kam er zu zwölf Einsätzen in der Ostliga, mit dem Team stieg er 2023 in die 2. Liga auf. Den Aufstieg machte er aber nicht mit, er wechselte stattdessen zur Saison 2023/24 zum Regionalligisten SC Wiener Viktoria.

### Nationalmannschaft
Am 12. Oktober 2014 gab Wessely sein Debüt in der U-21-Fußballnationalmannschaft im Freundschaftsspiel gegen die U-21-Fußballnationalmannschaft der Demokratischen Republik Kongo.